# Зубов (Запорожская область)
Зубов (укр. Зубів) — село,
Черниговский поселковый совет,
Черниговский район,
Запорожская область,
Украина.
Код КОАТУУ — 2325555103. Население по данным 1990 года составляло 10 человек.
Село ликвидировано в 2007 году.

## Географическое положение
Село Зубов находилось на левом берегу реки Токмак,
выше по течению на расстоянии в 2,5 км расположено село Верхний Токмак,
ниже по течению на расстоянии в 2 км расположено село Могиляны.

## История
- 2007 — село ликвидировано[1].